# Jean Léger
Jean Léger (nacido en 1625, muerto antes de 1670) fue pastor de la Iglesia evangélica valdense, historiador y uno de los líderes de la comunidad, junto al líder militar Giosué Janavel durante la resistencia de mayo de 1655 a las tropas del duque de Saboya en Val Germanasca, durante la Pascuas piamontesas o Pascua valdense.

## Biografía
Nacido en 1625, es sobrino de Antoine Léger, ministro de la Iglesia de Saint-Jean, en el valle Pellice, Piamonte saboyano y refugiado en Ginebra, donde crece el joven Jean, quién a raíz de un incidente fortuito, evitó que el Rey de Suecia Carlos X Gustavo de Suecia se ahogara en el lago de Ginebra, Este último le ofreció entrar a su servicio, pero atendiendo a los consejos de sus familiares no acepta entrar en su servio como secretario. Él asiste a la edad de treinta años a la resistencia de los valdenses italianos, frente a las tropas de Ducado de Saboya, en 1655, en las llamadas Pascuas piamontesas. Se reunió con el capitán francés Laurent de l'Aube de Corcelles, protestante e intercede ante los franceses, obligando al marqués de Pianezza a actuar directamente a la represión de los valdenses del Piamonte, las tropas francesas prefieren evitar participar en la matanza.
Pastor Jean Léger testificó este episodio histórico como autor de una Historia General de las Iglesias Evangélicas del Piamonte valles valdenses (Leiden, 1669), cuya primera edición se publicó en 1659 en Leiden). Convenció Luis XIV, a principios del reinado de este último, y por recomendación de Oliver Cromwell, permiso para hacer de Francia una investigación sobre las persecuciones del año 1655.
Llamado "el moderador", es el pastor de los valles valdenses de Piamonte, especialmente de Lucerna San Giovanni, elegido 7 de junio de, 1662 e instalado el 29 de abril de 1663. Pero el Duque de Saboya hace arrasar su casa y lo declara criminal "lesa-majestad". Luego se convirtió en pastor de la iglesia Valona en Leiden, en Holanda y aun así cumplir su función hasta 1665. Su trabajo será continuado después por el pastor Eugène Arnaud, otro gran historiador de la Iglesia Evangélica Valdense.